# Lactarius fluens
Lactarius fluens é um fungo que pertence ao gênero de cogumelos Lactarius na ordem Russulales. Encontrado na Europa, foi descrito cientificamente pelo micologista francês Jean Louis Émile Boudier em 1899. É sinônimo obrigatório de Lactarius blennius var. fluens.